# Wulfsige III
Pour les articles homonymes, voir Wulfsige.
Wulfsige ou Wulsin est un prélat anglo-saxon mort le 8 janvier 1002. Évêque de Sherborne au tournant du XIe siècle, il est appelé Wulfsige III pour le distinguer des deux autres évêques ayant porté ce nom avant lui. Après sa mort, il est considéré comme saint et fêté le 8 janvier.

## Biographie
D'après l'hagiographe du XIe siècle Goscelin de Saint-Bertin, Wulfsige est natif de Londres et ses parents le confient à un jeune âge à l'abbaye de Westminster, une maison religieuse bénédictine réformée par l'abbé Dunstan. Le chroniqueur du XIIe siècle Guillaume de Malmesbury affirme qu'il en devient l'abbé sous le règne du roi Edgar (959-975), et l'historien de l'abbaye John Flete (en), qui écrit au XVe siècle, date son accession précisément de 958, mais en réalité, la première mention de Wulfsige comme abbé dans les sources d'époque ne date que de 988, et il est peu vraisemblable qu'il soit devenu abbé avant le début des années 980.
Wulfsige est nommé évêque de Sherborne vers 993. Son successeur à Westminster n'apparaît qu'en 997, ce qui pourrait impliquer qu'il a occupé les deux charges simultanément pendant un certain temps. Partisan de la réforme bénédictine, il dirige en accord avec une charte du roi Æthelred le Malavisé de 988 le remplacement du chapitre de chanoines de la cathédrale de Sherborne par une communauté monastique suivant la règle de saint Benoît.
Le 20 juin 1001, Wulfsige et l'abbé Ælfsige du New Minster de Winchester président à la translation à l'abbaye de Shaftesbury des reliques d'Édouard le Martyr, le frère du roi Æthelred assassiné en 978. Cette promotion du culte d'un saint royal s'inscrit dans le contexte des attaques vikings sur le sud-ouest de l'Angleterre.

## Postérité
À sa mort, en 1002, Wulfsige est inhumé à Sherborne. Il est rapidement considéré comme saint et fêté le 8 janvier, jour anniversaire de sa mort. Ses reliques sont transférées en 1014 dans un nouvel emplacement, à la droite de l'autel de la cathédrale. Il est l'objet d'une hagiographie rédigée à la fin du XIe siècle par le moine Goscelin de Saint-Bertin.